# Teildispersion
Die Teildispersion von optischem Glas und anderen optischen Werkstoffen bezeichnet die Stärke der Dispersion des Werkstoffs zwischen zwei bestimmten Wellenlängen (Lichtfarben). Sie ist also ein Maß für den Unterschied des Brechungsindex bei diesen beiden Wellenlängen.
Für Optische Werkstoffe ist es wichtig, ihren Brechungsindex und dessen Abhängigkeit von der Wellenlänge (Dispersion) zu kennen. Die Abbe-Zahl ist das wichtigste Maß für diese Abhängigkeit. Sie gibt an, ob sich der Brechungsindex mit der Wellenlänge generell stark oder schwach ändert.
Um die Dispersion genauer zu beschreiben, definiert man Teildispersionen für verschiedene Wellenlängen x und y. Sie werden meist als relative Teildispersionen {\displaystyle P_{xy}} angegeben:
{\displaystyle P_{xy}={\frac {n_{x}-n_{y}}{n_{F}-n_{C}}}}
Dabei ist {\displaystyle n_{F}} der Brechungsindex bei der Fraunhoferlinie F (Wellenlänge 486,13 nm), und {\displaystyle n_{C}} entsprechend bei der Fraunhoferlinie C (656,28 nm).
Die Teildispersionen in verschiedenen Bereichen der Wellenlängenskala sind von Bedeutung, wenn man bei optischen Systemen wie etwa Objektiven das Sekundäre Spektrum korrigieren will; siehe Apochromat. Dafür braucht man Werkstoffe mit ungewöhnlichem Verlauf des Brechungsindex, z. B. Langkronglas, das für blaues Licht eine große Teildispersion besitzt, oder Kurzflintglas mit besonders kleiner Teildispersion für blaues Licht.